# Borggård, Finspångs kommun
Borggård är en tätort i Finspångs kommun i Hällestads socken, cirka 15 km väster om Finspång.
Samhället ligger vid Hällestadsån.

## Befolkningsutveckling
| Befolkningsutvecklingen i Borggård 1960–2020                                             | Befolkningsutvecklingen i Borggård 1960–2020 | Befolkningsutvecklingen i Borggård 1960–2020 | Befolkningsutvecklingen i Borggård 1960–2020 | Befolkningsutvecklingen i Borggård 1960–2020 |
| ---------------------------------------------------------------------------------------- | -------------------------------------------- | -------------------------------------------- | -------------------------------------------- | -------------------------------------------- |
|                                                                                          |                                              |                                              |                                              |                                              |
| År                                                                                       |                                              |                                              | Folkmängd                                    | Areal (ha)                                   |
| 1960                                                                                     | 1960                                         |                                              | 359                                          |                                              |
| 1965                                                                                     | 1965                                         |                                              | 344                                          |                                              |
| 1970                                                                                     | 1970                                         |                                              | 329                                          |                                              |
| 1975                                                                                     | 1975                                         |                                              | 299                                          |                                              |
| 1980                                                                                     | 1980                                         |                                              | 300                                          |                                              |
| 1990                                                                                     | 1990                                         |                                              | 304                                          | 43                                           |
| 1995                                                                                     | 1995                                         |                                              | 290                                          | 43                                           |
| 2000                                                                                     | 2000                                         |                                              | 262                                          | 43                                           |
| 2005                                                                                     | 2005                                         |                                              | 252                                          | 43                                           |
| 2010                                                                                     | 2010                                         |                                              | 238                                          | 42                                           |
| 2015                                                                                     | 2015                                         |                                              | 237                                          | 47                                           |
| 2017                                                                                     | 2017                                         |                                              | 249                                          | 47##                                         |
| 2020                                                                                     | 2020                                         |                                              | 259                                          | 47                                           |
| ## Arean 31 december 2016, 2017 och 2018 fortsatt samma som avgränsades som tätort 2015. |                                              |                                              |                                              |                                              |

## Samhället
Borggård är en gammal bruksort och präglas av AB Borggårds Bruk med anor sedan 1500-talet. Företaget har ett 40-tal anställda, och utvecklar och tillverkar bearbetade trådprodukter inom alla dimensioner för bl.a. bilindustrin. Orten domineras i övrigt av villabebyggelse.
På orten finns även idrottsföreningen Borggårds IK